# Гамада Маді
Гамада Маді, також відомий як Болеро (нар. 1965) — коморський політик, прем'єр-міністр, в. о. президента Коморських Островів.

## Біографія
Народився 1965 року на острові Мохелі. Вивчав конституційне право в Україні, після чого працював політичним радником на Коморах. Згодом зробив політичну кар'єру, зрештою очоливши Коморську республіканську армію.
Перед призначенням на пост прем'єр-міністра в листопаді 2000 року Маді займав пост секретаря оборони в адміністрації президента Азалі Ассумані та відіграв провідну роль в укладенні мирної угоди з Анжуаном. В сіні 2002 року було вирішено замінити Азалі Ассумані на посту голови держави тимчасовим президентом, яким став Гамада Маді. Такий крок був покликаний надати владі Ассумані ознак легітимності, оскільки той прийшов до влади в результаті військового перевороту. Після президентських виборів, перемогу на яких очікувано здобув Ассумані, Гамада Маді вийшов у відставку. Оскільки Болеро походив з автономного острова Мохелі, він не мав права балотуватись на пост президента, тому він отримав посаду особливого радника в новій адміністрації Азалі Ассумані.
У квітні 2007 року отримав дозвіл залишити державу. 2016 року Маді став генеральним секретарем Комісії Індійського океану.